# Kleine Belt
De Kleine Belt (Deens: Lillebælt) is een zeestraat in Denemarken, gelegen tussen het schiereiland Jutland en het eiland Funen.
De straat is ongeveer 50 kilometer lang en 800 meter tot 25 kilometer breed, met een maximale diepte van 75 meter. Door zijn diepte voert de straat 10% van het water van de Oostzee naar het Kattegat af. In de straat liggen meerdere eilanden.
Twee bruggen overspannen de Kleine Belt bij Middelfart, waar hij op zijn smalst is. De Oude Kleine Beltbrug (Gamle Lillebæltsbroen) uit 1935 wordt gebruikt voor het treinverkeer tussen Jutland, Funen en Seeland, alsmede voor lokaal verkeer tussen Middelfart en Fredericia. De Nieuwe Kleine Beltbrug uit 1970 is bedoeld voor snelverkeer als onderdeel van de E20.